# First of the Year (Equinox)
First of the Year (Equinox) is een single van de Amerikaanse dubstepproducent Skrillex. Het nummer staat op zijn ep More Monsters and Sprites, die op 6 juni 2011 werd uitgebracht. De videoclip werd geregisseerd door Tony Truand, geproduceerd door HK Corp en uitgebracht door Big Beat Records.

## Videoclip
De videoclip van het nummer begint in een park omringd door bebouwing. De spelende kinderen in de speeltuin worden in de gaten gehouden door een man van middelbare leeftijd, die de indruk wekt dat hij een pedofiel is. Een van de spelende meisjes besluit om te vertrekken en loopt door de straten, gevolgd door de man. Ze loopt naar binnen bij een gebouw en de man volgt haar. In het gebouw bereid de man zich voor; hij pakt een doekje en giet er een bedwelmende vloeistof overheen. Tegen de tijd dat hij het meisje nadert, heeft ze een rode telefoon in haar hand. In de break van het nummer schreeuwt ze "CALL 911 NOW!". Vervolgens begint het refrein, waarin het meisje de telefoon laat vallen en ze vreemde gebaren begint te maken met haar handen, waardoor de man steil achterover wordt geblazen. Met bepaalde krachten begint ze de man te mishandelen, laat ze hem de lucht in vliegen door op de grond te stampen, en duwt ze hem weg, waardoor hij op z'n rug valt en bewusteloos raakt. De fantasie van de man toont hem in een kamer vol poppen, die hij probeert aan te raken, maar tijdens deze poging wordt hij vastgepakt door twee handen, die hem terugtrekken in de realiteit. Hij wordt wakker, pakt z'n bril van de grond en beseft wat er aan de hand is. Hij probeert zijn mobiele telefoon te pakken, waarin ook hij "CALL 911 NOW" schreeuwt. Het tweede refrein begint en er ontstaan gigantische rookpluimen rondom het meisje. Boven haar verschijnt een soort demon, die zij, wederom met haar handgebaren, bestuurt. Het laatste gebaar lijkt op het breken van de nek, waardoor de man gedood wordt. Als de muziek gestopt is, loopt het meisje naar de muur en turft ze één streepje bij haar reeds volgeturfte muur, die haar slachtoffersaantal illustreert.

## Hitlijsten
| Hitlijst (2011)            | Hoogste positie |
| -------------------------- | --------------- |
| Australië (ARIA)           | 84              |
| Zweden (Sverigetopplistan) | 28              |
| Vlaanderen (Ultratop)      | tip20*          |